# Caesar salad
La Caesar salad, qualche volta italianizzato in insalata Caesar, è un'insalata di origine messicana, velocemente diffusasi negli Stati Uniti e quindi nel resto del mondo. La sua origine, seppur soggetta a dispute, viene fatta risalire al 1924 ad opera dello chef Cesare Cardini, il quale, non avendo a disposizione altri ingredienti, inventò la ricetta di questo piatto per la festa del 4 luglio.

## Storia
Cesare Cardini nacque in Italia nel 1896 da dove con alcuni fratelli si trasferì in America; nel 1924, durante il proibizionismo, Cardini si trasferì da San Diego, in California, a Tijuana, in Messico, dove aprì un nuovo ristorante, noto come Caesar's, subito dopo il confine con gli Stati Uniti in modo da poter attrarre anche clienti dagli USA, dove non si potevano consumare alcolici. Il locale ebbe successo e, durante l'estate del 1924, rimasto a corto degli ingredienti abituali per la sua insalata mista mise insieme ciò che gli era rimasto in dispensa con altro che aveva acquistato dai negozi vicini (lattuga romana, parmigiano, limoni, pane, olio d'oliva, uova e salsa Worcestershire) e diede disposizione ai suoi collaboratori di proporre ai clienti un'insalata con tutti questi ingredienti. Nel 1935, dopo la fine del proibizionismo, Cardini si trasferì a Los Angeles dove commercializzò il suo condimento per l'insalata registrandone anche il nome "Caesar's" e la ricetta che divenne negli anni '40 un elemento ricorrente nei menù dei ristoranti americani. Cardini aprì anche un nuovo ristorante a San Diego nel 1936 sempre mantenendo quello di Tijuana, che nel frattempo si era trasferito all'interno di un hotel nelle vicinanze della vecchia sede che divenne una meta per le star di Hollywood.
Nonostante sia un piatto abbastanza recente, si è velocemente diffuso e internazionalizzato, tanto che si contano numerose versioni (tra le quali, molto comune, quella con l'aggiunta di pollo alla piastra a fette).

## Ingredienti
Nel 1986 la figlia di Cardini pubblicò la ricetta originale del padre, che prevedeva olio d'oliva all'aglio, uova sode, succo di limone, salsa Worcestershire, parmigiano reggiano, sale e pepe, sopra a foglie di lattuga romana e crostini.
Nel tempo alla ricetta tradizionale si sono aggiunti altri ingredienti, tra cui frequenti sono il pollo alla piastra e la pancetta soffritta. In Nordamerica è comune l'aggiunta di acciughe.